# نیسان اونیر
نیسان اونیر (Nissan Avenir) خودرویی است که در سال‌های ۱۹۹۰–۲۰۰۵ در ژاپن تولید شده‌است. 
این خودرو در کلاس استیشن واگن قرار گرفته، طراحی آن FF بوده طول آن در حالت طبیعی ۴٬۶۵۰ میلیمتر (۱۸۳ اینچ)، عرض آن در حالت طبیعی ۱٬۶۹۵ میلیمتر (۶۶٫۷ اینچ) و  ارتفاع آن در حالت طبیعی ۱٬۴۹۰ میلیمتر (۵۹ اینچ)  است. 

## نگارخانه

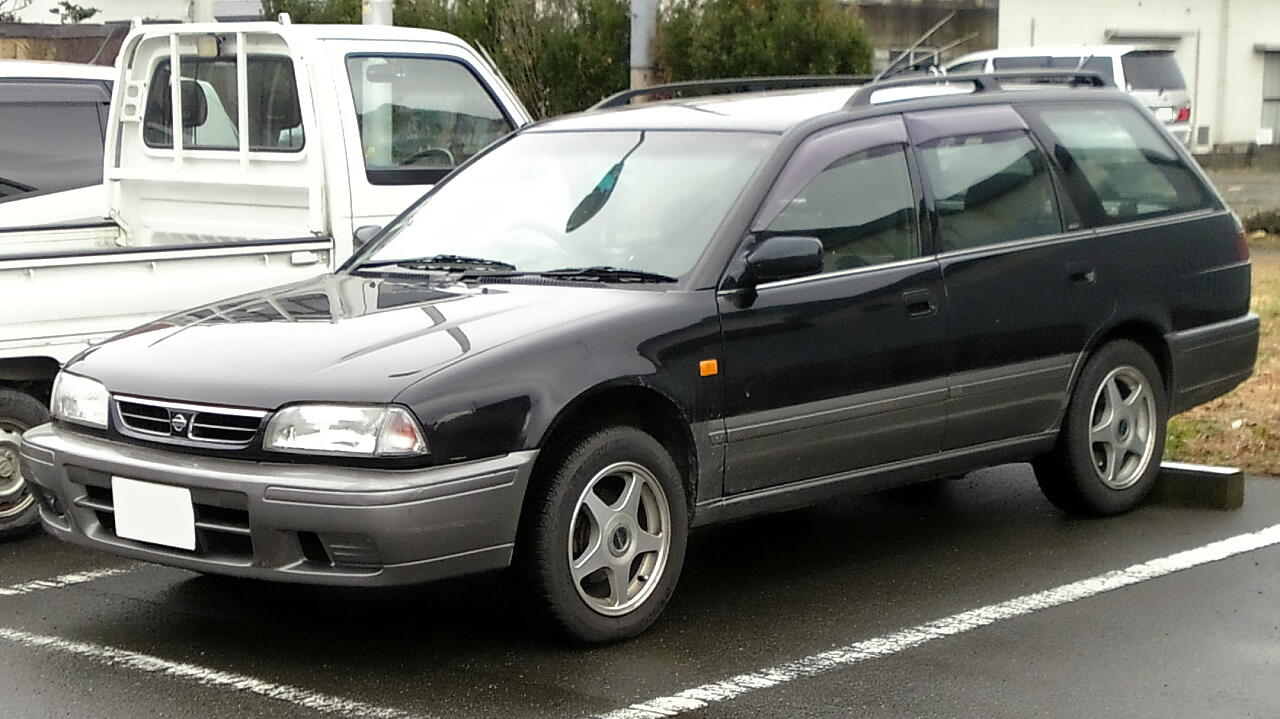
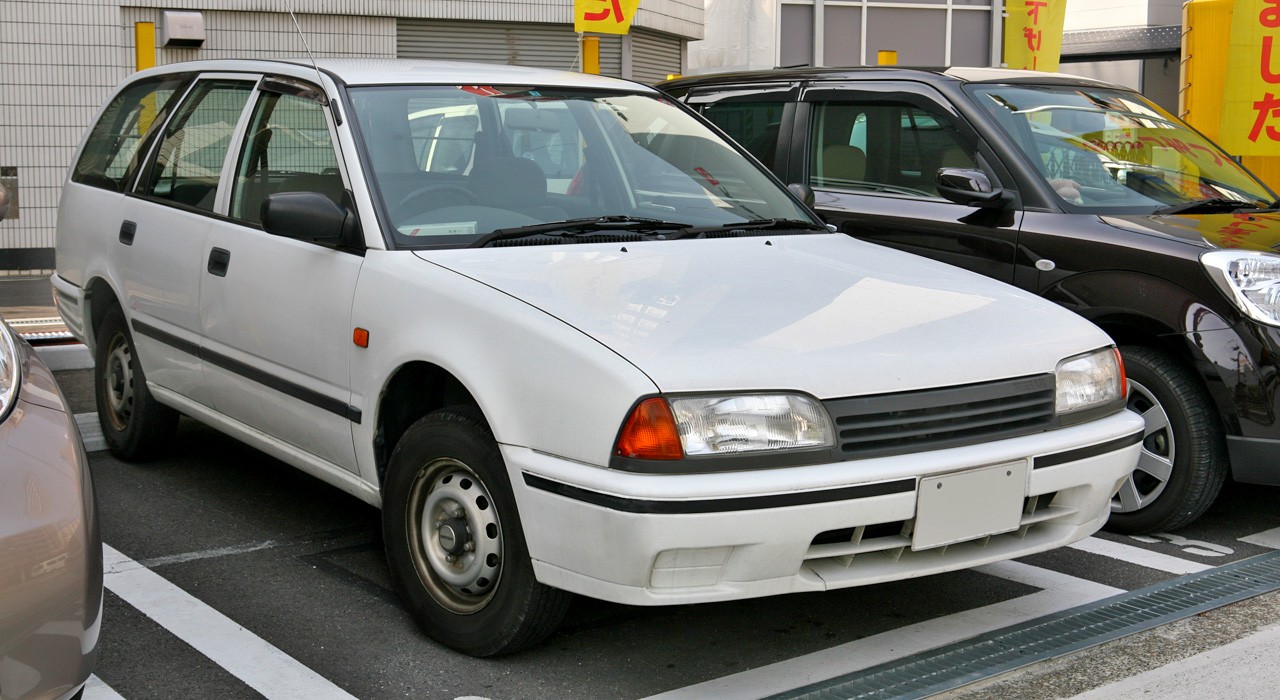